# Hypochroma hypochrosis
Hypochroma hypochrosis là một loài bướm đêm trong họ Geometridae.